# Nénètse des forêts
Le nénètse des forêts ou nechang est une langue samoyède parlée par 1 500 à 2 000 personnes en Sibérie occidentale et l'un des deux principaux dialectes du nénètse. Comme son nom l'indique, il est étroitement apparenté au nénètse de la toundra, parlé par un groupe plus important. Proches par leurs structures grammaticales, les deux langues sont toutefois suffisamment dissemblables dans leur construction phonétique et leur vocabulaire pour interdire toute intercompréhension.

## Écriture
| А а | Б б | В в | Г г | Д д | Е е | Ё ё | Ж ж |
| З з | И и | Й й | К к | Л л | Ԓ ԓ | М м | Н н |
| Ӈ ӈ | О о | П п | Р р | С с | Т т | У у | Ф ф |
| Х х | Ц ц | Ч ч | Ш ш | Щ щ | Ъ ъ | Ы ы | Ь ь |
| Э э | Ӭ ӭ | Ю ю | Я я | ʼ   | ˮ   |     |     |